# الاحتجاجات الفرنسية 2022
نزل آلاف الأشخاص في جميع أنحاء فرنسا إلى الشوارع في أكتوبر 2022 لإطلاق إضراب على مستوى الولاية ضد ارتفاع تكاليف المعيشة. واندلعت المظاهرات بعد أسابيع من «الإضرابات» التي شلت مصافي النفط وتسببت في نقص البنزين. ووصفت المظاهرات بأنها «التحدي الأشد» لإيمانويل ماكرون منذ إعادة انتخابه في مايو 2022.

## خلفية
وفقًا لرئيس الوزراء الفرنسي إليزابيث بورن، فإن أقل من 25٪ من محطات الوقود في جميع أنحاء فرنسا كانت تعاني من نقص، وهو أقل من 30٪ سابقًا. أدت إجراءات الإضراب وأعمال الصيانة غير المخطط لها إلى جعل أكثر من 60 في المائة من طاقة التكرير الفرنسية - أو 740 ألف برميل يوميًا - خارج الإنترنت مما أجبر بدوره البلاد على استيراد المزيد وسط زيادة تكاليف الطاقة بسبب عدم اليقين بشأن الإمدادات العالمية. واندلعت الإضرابات في قطاعات أخرى مثل الطاقة، «بما في ذلك شركة الطاقة النووية العملاقة EDF، حيث ستتأخر أعمال الصيانة الحاسمة لإمدادات الطاقة في أوروبا». كانت هناك أسابيع من الإضرابات في مصافي النفط لزيادة الرواتب مما أدى إلى دعوات لإضراب عام على مستوى البلاد.

## الجدول الزمني للمظاهرات

### 16 أكتوبر
تم إحياء أيام المظاهرات الأولى في 16 أكتوبر 2022، عندما خرج عشرات الآلاف من الناس في مسيرة في باريس للاحتجاج على ارتفاع تكاليف المعيشة، خلال وضع سياسي متزايد تجلى في الإضرابات على مصافي النفط ومحطات الطاقة النووية التي تهدد بالانتشار. وشاركت في المظاهرات آني إرنو، الحائزة على جائزة نوبل في الأدب لعام 2022 والمعروفة باسم «المؤيد الصريح لليسار». وكان جان لوك ميلينشون، زعيم حزب اليسار المتشدد فرنسا الأبية (France Unbowed)، من بين المشاركين.

### 18 أكتوبر
يوم الثلاثاء، تظاهر عمال النقل، وكذلك بعض معلمي المدارس الثانوية وموظفي المستشفيات العامة، في عشرات المواقع في جميع أنحاء فرنسا. وبحسب وزير الداخلية الفرنسي، شارك 107 آلاف شخص في الاحتجاجات عقب دعوات من أحزاب اليسار. واشتبك عدد من المتظاهرين بملابس سوداء مع الشرطة وحطموا نوافذ المتاجر واعتقل 11 متظاهرا في باريس.
واحتج الطلاب خارج مئات المدارس الإضافية في جميع أنحاء البلاد صباح الثلاثاء. وأعرب الطلاب المحتجون عن دعمهم لإضراب عمال المصافي ومعارضتهم لسياسات إدارة ماكرون. قال أحد الطلاب متحدثًا لصحيفة «ليست ريبابليك»: «نحن هنا ضد القمع وعنف الشرطة اللذين يتزايدان فقط». كما تظاهر العديد من الطلاب معارضة للتشريعات الحكومية التمييزية المناهضة للمسلمين وتعميق الثغرات في التعليم الوطني. في المدارس الفرنسية العامة، يُحظر على الشابات المسلمات تغطية شعرهن أو وجههن باستخدام أي نوع من القماش.

## تعليق
وذكر بعض المشرعين أن الغرض من المظاهرات هو ممارسة الضغط على الإدارة منذ «بدأ أسبوع شديد الخطورة في الجمعية الوطنية، حيث لم يعد السيد ماكرون يتمتع بأغلبية مطلقة». وفقًا لكاسبر كيتا، المحلل والصحفي، من الممكن «تمامًا» أن تصبح الاحتجاجات عنيفة، «خاصة لأن الوضع الاقتصادي يمكن أن يزداد سوءًا ويمكن أن تزداد أزمة الطاقة سوءًا في الأسابيع والأشهر المقبلة».